# Syria al-Shaab
Syria al-Shaab est une chaîne de télévision syrienne lancée en juillet 2011.